# Теркулова Наджія Абдурахманівна
Наджія Абдурахманівна Теркулова (нар. 25 липня 1929, Астрахань, РРФСР — 14 жовтня 2016, Казань, Татарстан, Російська Федерація) — радянська і російська оперна співачка, народна артистка Республіки Татарстан (1982), солістка Татарській державної філармонії імені Габдулли Тукая.

## Біографія
У 1957 році закінчила вокальне відділення Казанської державної консерваторії (клас професора Олени Абросимової) і була розподілена на посаду солістки-вокалістки в Ансамбль пісні і танцю Татарської АРСР.
У 1957 році брала участь в якості солістки ансамблю в декаді татарського мистецтва і літератури в Москві.
У 1958 році брала участь у Всесоюзному конкурсі артистів естради в Москві, де удостоїлася звання дипломантки конкурсу і була нагороджена почесною грамотою Міністерства культури СРСР.
З 1959 до 1962 роки виступала в Казахському академічному театрі опери та балету імені Абая (Алма-Ата).
З 1962 по 1965 рік — солістка музично-літературної лекторії Калінінської обласної академічної філармонії.
З 1964 по 1965 рік — солістка Москонцерту.
З 1965 по 1991 рік працювала в музично-літературному лекторії Татарської державної філармонії.
Брала активну участь в роботі Спілки композиторів і Спілки письменників Татарстану, вела велику роботу по пропаганді татарської професійної музики на радіо і телебаченні.
Після виходу на пенсію брала участь в роботі клубу ветеранів сцени «Ілһаміят».

## Нагороди
- Народна артистка Республіки Татарстан (1982)
- Лист подяки Президента Республіки Татарстан (2009)

## Звукозапис
- Записи пісень у виконанні Н.Теркулової 1973—1984 рр. випущені на грамплатівці «Співає Наджія Теркулова» — Москва: Мелодія, 1986 (Ленінград: Ленінградський завод грп.)[1].